# Elmar Giemulla
Elmar Maria Giemulla (* 21. Dezember 1950 in Gerolzhofen) ist ein deutscher Jurist und Experte für Luftverkehrsrecht. Er ist Honorarprofessor an der Technischen Universität Berlin sowie Adjunct Professor an der Embry-Riddle Aeronautical University in Daytona Beach. Er ist als Attorney at Law im US-Bundesstaat New York zugelassen. Daneben ist er als Gutachter und Berater tätig.

## Werdegang
Giemulla studierte von 1969 bis 1974 an den Universitäten Bochum und Münster Rechtswissenschaften. Nach dem Ablegen des ersten juristischen Staatsexamens leistete er sein Referendariat am Landgericht Duisburg von 1974 bis 1976 ab. Nach der Ablegung des zweiten juristischen Staatsexamens war er von 1977 bis 1981 Wissenschaftlicher Assistent an der Universität zu Köln und promovierte dort 1979. 
1981 wurde er Dozent für Öffentliches Recht und Luftfahrtrecht an der Fachhochschule des Bundes für öffentliche Verwaltung. 1985 wurde er an dieser Fachhochschule zum Professor ernannt. Er legte 1991 auch in den Vereinigten Staaten die Anwaltsprüfung ab und wurde im gleichen Jahr als „Attorney at Law (New York)“ zugelassen und ist seit 1992 Mitglied der New York State Bar Association. Elmar Giemulla beriet 1992 bis 1998 die Regierung Russlands bei der Neugestaltung des Luftrechts und der Luftfahrtverwaltung und ist seit 2005 am Aufbau einer afghanischen Luftfahrtverwaltung beteiligt. Bei der EASA ist Giemulla als Dozent tätig. Seit 2000 ist er Lehrbeauftragter an der TU Berlin für Luftrecht. Am 17. Februar 2006 wurde er auch Honorarprofessor an der Technischen Universität Berlin. Im August 2006 wurde Giemulla zum Präsidenten der deutschen Sektion der internationalen Pilotenvereinigung Aircraft Owners and Pilots Association gewählt. Seit 2008 ist er Adjunct Professor für Luftrecht und Luftsicherheitsrecht an der Embry-Riddle Aeronautical University in Daytona Beach.
Er verfasste Kommentare zu Gesetzen zum Luftverkehrsrecht, zum Beispiel zum Luftsicherheitsgesetz oder den Standard-Kommentar zum Luftverkehrsgesetz und hat eine Vielzahl von Aufsätzen und Abhandlungen zu unterschiedlichen Fragen des Luftrechts veröffentlicht.
Giemulla lebt in Berlin, wo er auch als Berater auf dem Gebiet des Luftverkehrsrechts tätig ist. In dieser Tätigkeit hat er unter anderem Opfer und Hinterbliebene von Flugzeugabstürzen wie dem Lockerbie-Anschlag, des Flugtagunfalls von Ramstein, der Flugzeugkollision von Überlingen oder des Concorde-Absturz beraten. Er ist Repräsentant der Bundesregierung in der Study Group „Legal Issues“ für unbemannte Luftfahrzeuge bei der Internationalen Zivilluftfahrt-Organisation und hat dort einen Beobachterstatus für die Abwicklung von Flugunfällen.
Giemulla ist verheiratet und hat drei Kinder.

## Positionen
Nach den in Dubai und England abgefangenen Paketbomben 2010 wies Giemulla darauf hin, dass es noch kein weltweit einheitliches Sicherheitssystem für die Luftfracht gibt.
In einem Gutachten über die Rechtmäßigkeit der ab 2011 in Deutschland erhobenen Luftverkehrssteuer kommt Giemulla zu dem Ergebnis, dass sich diese im Falle von Flügen ausländischer Airlines und Auslandsflüge deutscher Linien kaum mit dem Chicagoer Abkommen über die internationale Zivilluftfahrt der Mitgliedsstaaten verträgt. Giemulla stellte sich damit gegen das Bundesfinanzministerium, das von Giemulla vielmehr eine Unterstützung seiner Auffassung erwartete. Daraufhin, so der Spiegel in seiner Ausgabe vom 18. April 2014, wurde der zuvor vom Bundesfinanzministerium erteilte Gutachterauftrag mit der Begründung angeblicher handwerklicher Schwächen vorzeitig gekündigt.
Giemulla vertritt die Klage von Hinterbliebenen der deutschen Opfer von MH17 vor dem Europäischen Gerichtshof für Menschenrechte gegen die Ukraine. Die rechtspopulistische Zeitschrift Compact zitiert ihn mit dem Verdacht, „dass der britische Geheimdienst mehr wusste und seine eigene Fluggesellschaft gewarnt hat.“
Giemulla hielt am 10. Januar 2020 im Rundfunk einen versehentlichen Abschuss des Ukraine-International-Airlines-Fluges 752 über Teheran für unwahrscheinlich. In derselben Nacht hatte der Iran als Reaktion auf die am 3. Januar 2020 erfolgte Ermordung des hochrangigen iranischen Revolutionsgarden-General Qasem Soleimani und des irakisch-iranischen Politiker Abu Mahdi al-Muhandis durch die USA mehrere Raketenangriffe auf die zwei US-Stützpunkte Al Asad Airbase und Erbil im Irak ausgeführt. Die iranische Flugabwehr stand in Befürchtung eines US-Gegenschlags in höchster Alarmstufe. Der Iran habe den Untersuchungsbehörden der betroffenen Staaten den Zugang zum Flugzeugwrack gewährt und spiele "mit sehr offenen Karten". Der Iran übernahm am 11. Januar 2020 die Verantwortung für den versehentlichen Abschuss des Flugzeuges.

## Publikationen (Auswahl)
- Elmar Giemulla, Ronald Schmid: Frankfurter Kommentar zum Luftverkehrsrecht: Luftverkehrsgesetz, Luftverkehrsverordnungen, Warschauer Abkommen und Montrealer Übereinkommen, Luchterhand-Verlag, Loseblatt Stand 2013
- Elmar Giemulla: Handbuch des Luftverkehrsrechts, Carl Heymanns Verlag, 5. Aufl. 2019
- Elmar Giemulla und Heiko van Schyndel: Luftsicherheitsgesetz Luchterhand Verlag 2006, ISBN 3-472-06614-8.